# Sous la terreur (film, 1910)
Pour les articles homonymes, voir Sous la terreur.
Pour plus de détails, voir Fiche technique et Distribution.
Sous la terreur est un court métrage muet français réalisé par Albert Capellani, sorti en 1910.

## Fiche technique
- Titre : Sous la terreur
- Réalisation : Albert Capellani
- Scénario :
- Photographie :
- Montage :
- Producteur :
- Société de production : Société cinématographique des auteurs et gens de lettres (S.C.A.G.L.)
- Société de distribution :  Pathé Frères
- Pays d'origine :  France
- Langue : film muet avec les intertitres en français
- Métrage : 280 mètres dont 234 en couleur
- Format : Noir et blanc — 35 mm — 1,33:1 —  Muet
- Genre : Film dramatique, Film historique
- Durée : 9 minutes 20
- Dates de sortie :
  -  France : 15 octobre 1910

## Distribution
- Jacques Grétillat
- Henri Desfontaines
- Paul Capellani